# TV80

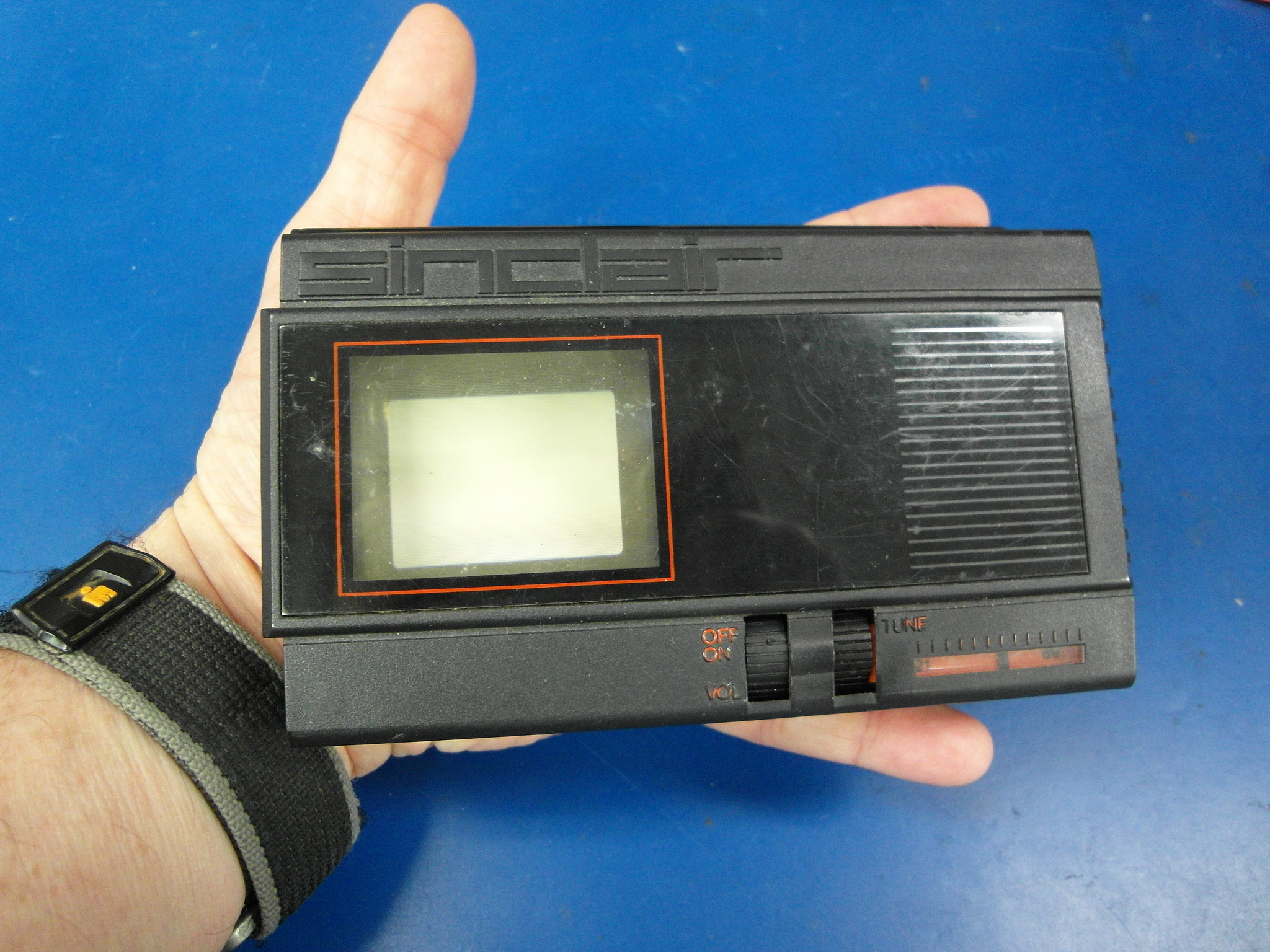
Une TV80.

La Sinclair TV80, aussi appelée Flat Screen Pocket TV (TV de poche à écran plat), ou FTV1, est une télévision de poche commercialisée par la société britannique Sinclair Research en septembre 1983. Son nom initial était Microvision 2700, mais TV80 lui fut préféré parce qu'il indique le prix de vente de 80 livres. L'écran plat était un tube cathodique monté en parallèle à la surface de l'écran. Le flux d'électrons était courbé par un champ électrique pour qu'il touche l'écran au phosphore. Une lentille de Fresnel augmentait la surface de l'écran.
Le produit fut un échec commercial, les 15 000 ventes n'ayant pas permis de compenser le budget de recherche et développement de 4 millions de livres. Ce sera une des causes de la chute de l'entreprise Sinclair Research.

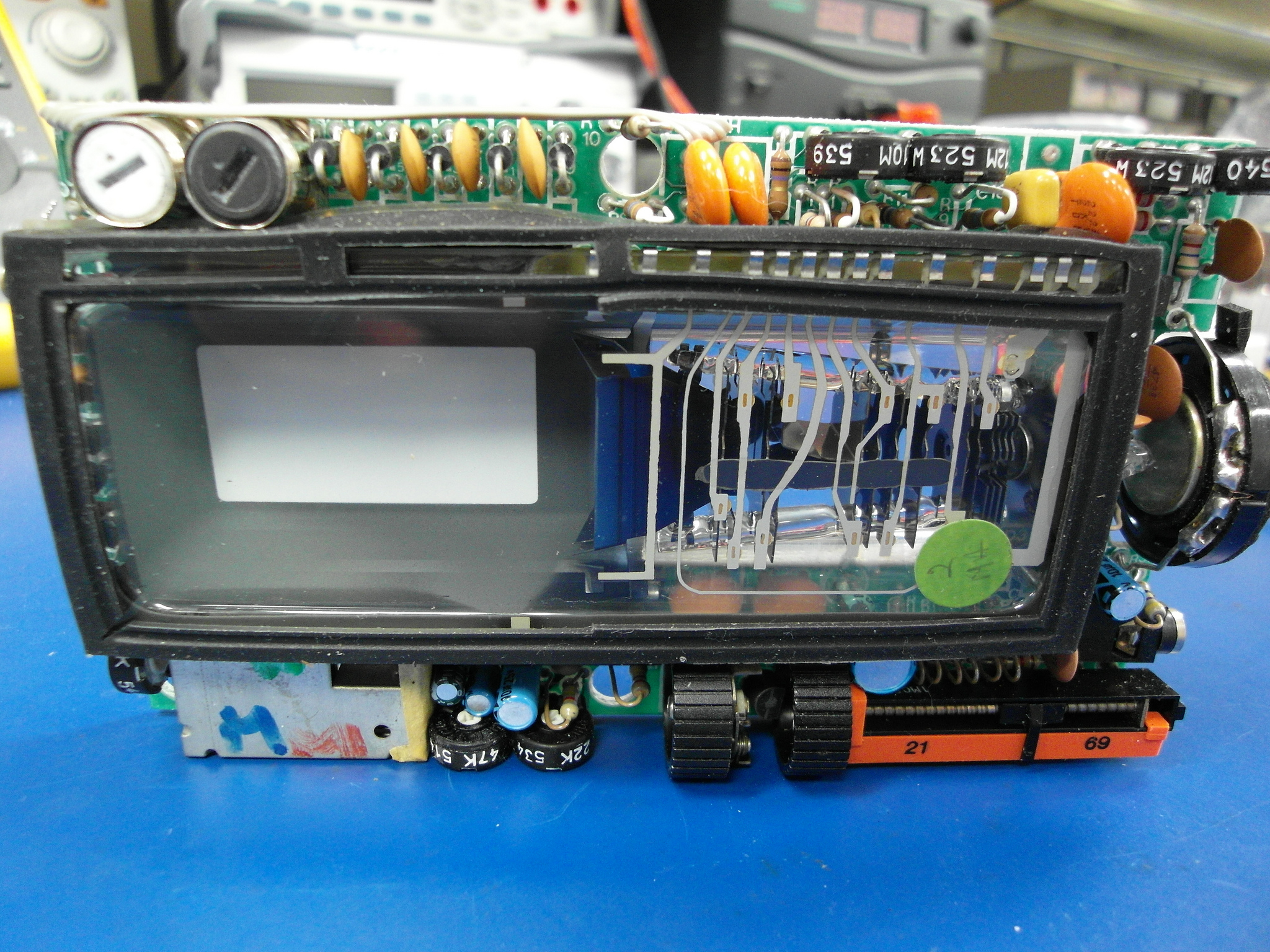
TV80 ouverte (face avant) montrant le canon à électrons à droite de l'écran.
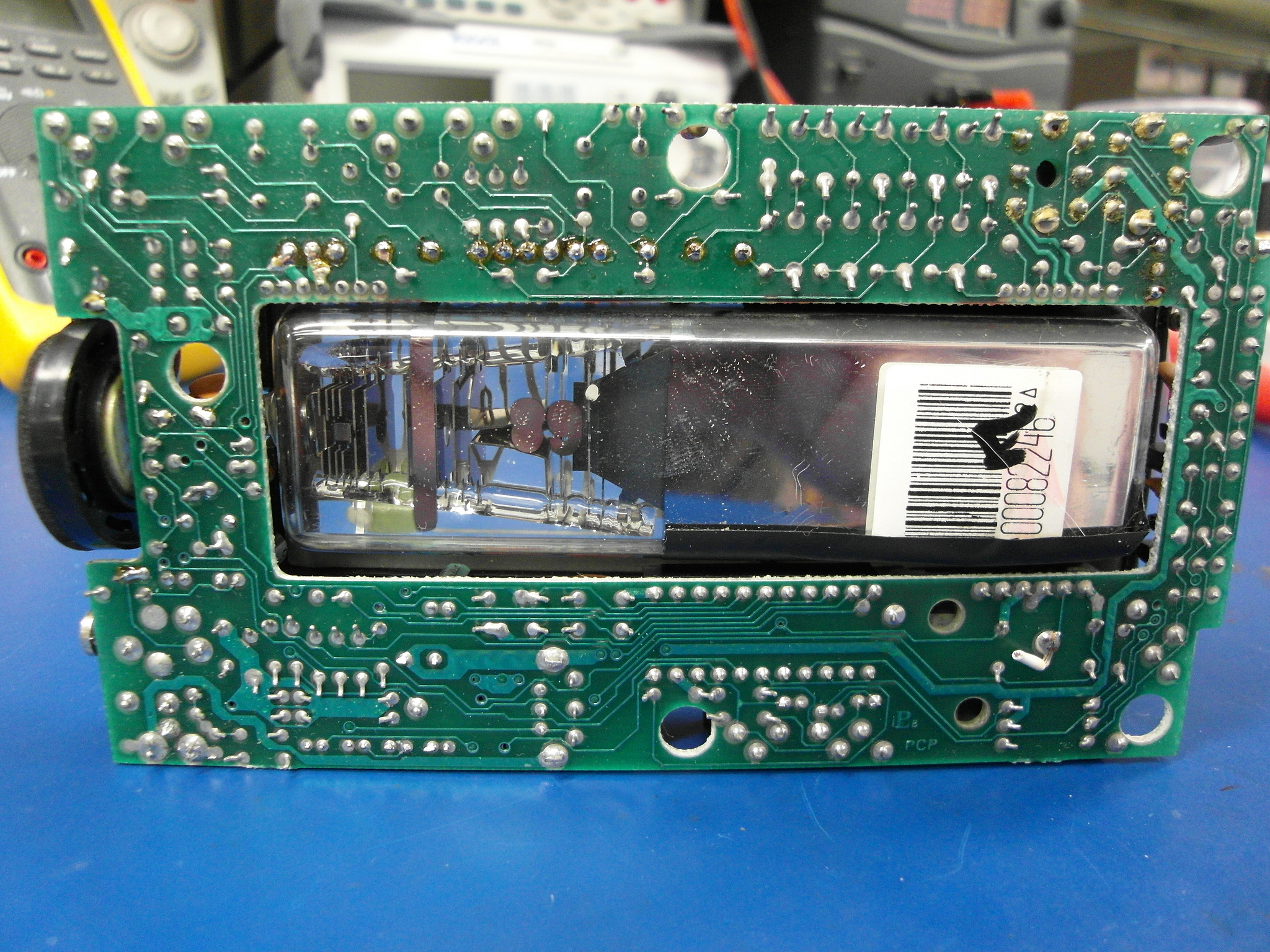
TV80 ouverte (face arrière) avec le canon à électrons à gauche de l'écran.
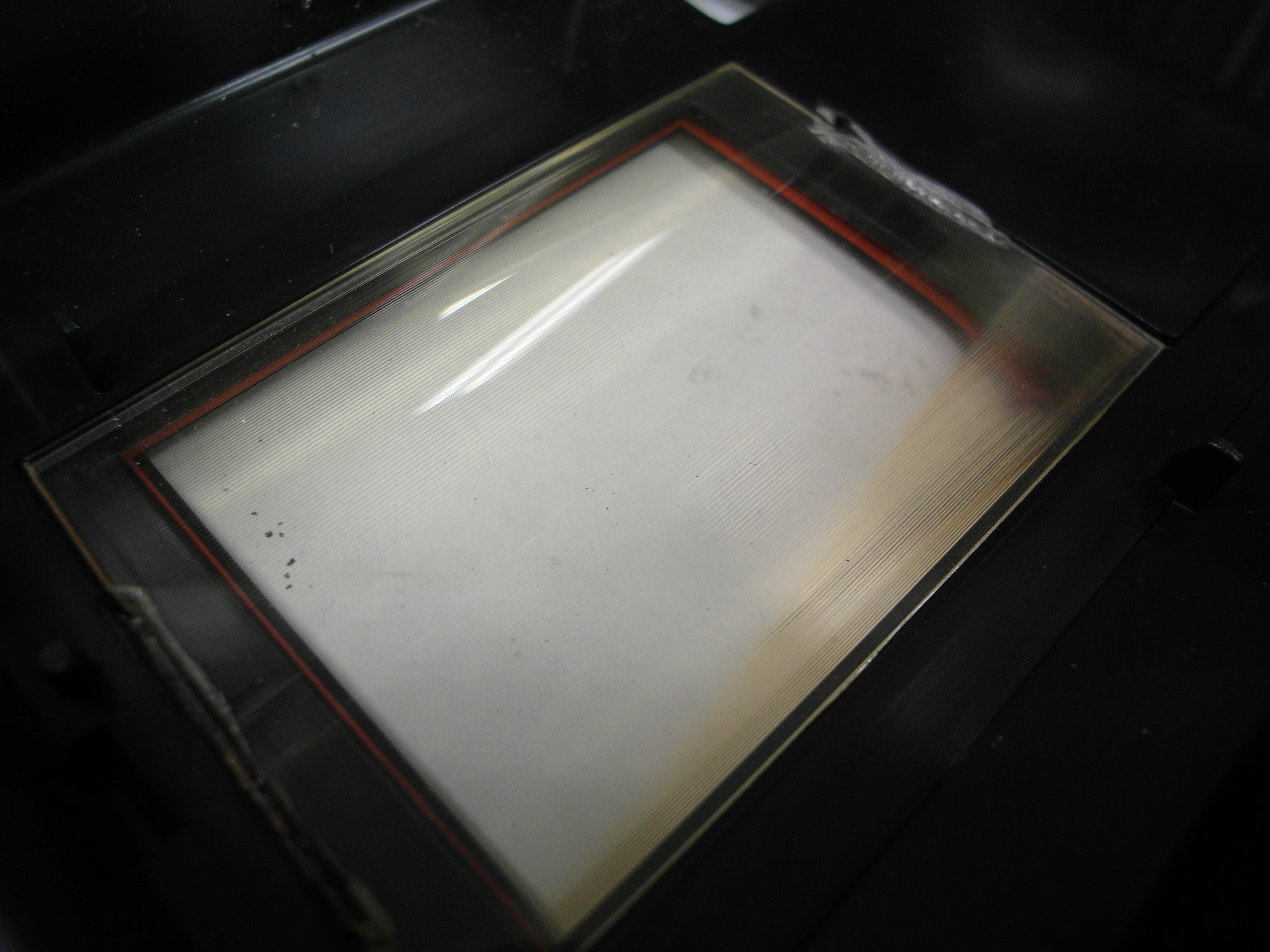
Détail de la lentille de Fresnel de la TV80.